# 红胸文鸟
红胸文鸟（学名：Lonchura kelaarti），是梅花雀科文鸟属的一种，分布于印度和斯里兰卡。该物种的保护状况被评为无危。
红胸文鸟的平均体重约为14.1克。栖息地包括亚热带或热带的湿润低地林、亚热带或热带的（低地）干草原和亚热带或热带的（低地）湿润疏灌丛。